# Esther Horvath
Esther Horvath (* 1979 in Sopron, Ungarn) ist eine ungarische Fotografin und Bildredakteurin.

## Leben
Horvath verbrachte ihre Kindheit und Jugend in Ungarn.
Zunächst studierte sie Wirtschaftswissenschaft dort. Nach eigener Aussage bekam sie 2004 zu ihrem 25. Geburtstag von ihrem Freund einen Fotoapparat geschenkt und begann daraufhin zu fotografieren. Sie besuchte von 2005 bis 2007 die Digitale und Analoge Fotoschule in Budapest.
Bereits 2005 nahm sie an ihrem ersten internationalen Fotowettbewerb teil und erhielt dort einen Sonderpreis für die beste Kollektion.
Dem folgten weitere Teilnahmen an internationalen Fotowettbewerben.
Ab 2007 machte sie Ausstellungen zu den Themen „China“, „Gefühlvolle Welten Südasiens“ und „Indien“ in Österreich, Ungarn, der Slowakei und Tschechien.
2010 erhielt sie den AFIAB-Preis der Fédération Internationale de l’Art Photographique (FIAB).
Dann ging Horvath nach New York und setzte dort ihre Ausbildung am International Center of Photography fort.
Hier wurde sie zweimal als Photo Artist of the International Association of Photographic Arts ausgezeichnet und gewann 2013 eine George and Joyce Moss Scholarship für Dokumentarfotografie.
Ihre Fotografien erschienen in National Geographic, Audubon Magazine, Stern, The New York Times, The Wall Street Journal, The Washington Post und Time.
2015 nahm Horvath an Bord des Eisbrechers Healy der United States Coast Guard an einer arktischen Expedition teil. Dieses Unternehmen gefiel ihr so gut, dass sie als wissenschaftliche Fotografin und Bildredakteurin zum Alfred-Wegener-Institut (AWI) nach Bremerhaven wechselte.
Im AWI arbeitet Horvath in der Redaktion der AWI-Zeitung mit.
2018 besuchte sie die Station Nord an der Nordküste von Grönland.
2019 war sie in der Neumayer-Station III in der Antarktis. Im Herbst 2019 nahm sie an der MOSAiC-Expedition teil, um Inhalte für die Bertelsmann Content Alliance zu liefern. Das Alfred-Wegener-Institut hatte eine exklusive Vereinbarung mit Bertelsmann geschlossen, die sämtliches Bild- und Tonmaterial der Expedition einschloss. Horvath lieferte für die G+J-Magazine Geo, P.M. und Stern (Bertelsmann) sowie mit exklusiven Aufnahmen für Bücher der Verlagsgruppe Random House (Bertelsmann).

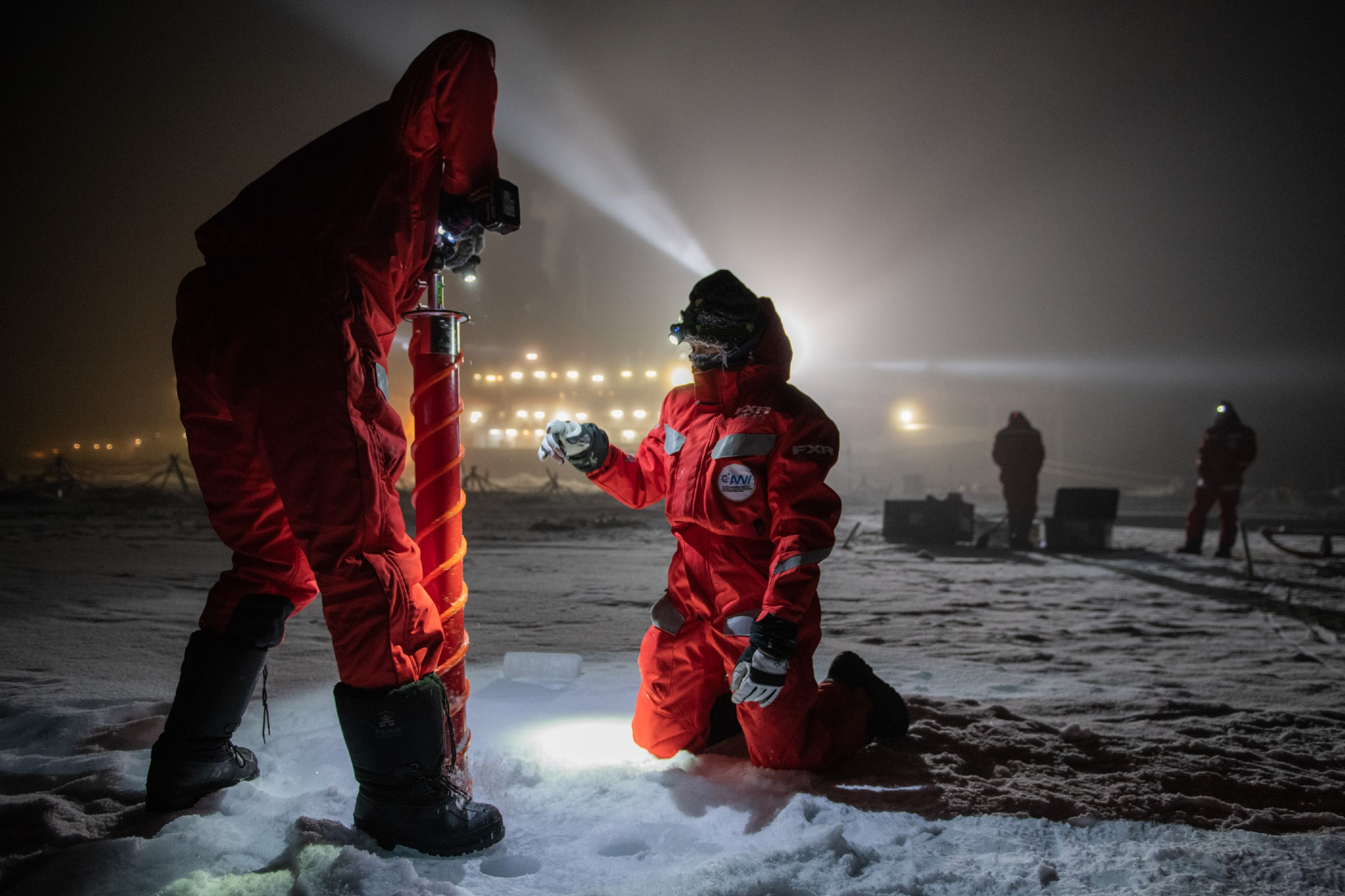
Fotografiert von Esther Horvath während der Mosaic-Expedition, Dezember 2019

Horvaths Anliegen ist es, mit ihren Fotos den Klimawandel in der Arktik und der Antarktik zu dokumentieren.
Sie versucht mit ihren Fotos Geschichten über das Leben der Wissenschaftler in diesen Regionen zu erzählen.

## Auszeichnungen
Ester Horvath wurde für das beste Pressebild des Jahres 2020 in der Kategorie Umwelt mit dem World Press Photo Award ausgezeichnet. Das Bild zeigte Eisbären nahe der Polarstern während der MOSAiC-Expedition.

## Veröffentlichungen (Auswahl)

### Bücher
- Expedition Arktis: Die größte Forschungsreise aller Zeiten zusammen mit  Sebastian Grote, Katharina Weiss-Tuider, Markus Rex, Prestel Verlag, 2020, ISBN 978-3-7913-8669-0
- ARCTIC DRIFT, PRESTEL ART, 2020, ISBN 978-3-7913-8670-6
- Rescue Battalion in Pompiers de New York, Paris, 2014
- Rescue Battalion in New York Edited, Ostkreuzschule für Fotografie in Berlin, 2013
- Hungarian Embassy in Vienna. Study of History of Art, 2012
- Life with Love, novum pro, 2010, ISBN 978-3-99003-283-1

### Artikel
- Ice Surveys and Neckties at Dinner. Here's Life at an Arctic Outpost zusammen mit Henry Fountain, in The New York Times, 21. September 2018 online
- Want to grow plants in space? Go to the coldest place on Earth zusammen mit Catherine Zuckerman, in National Geographic, 15. März 2019 online